# Weißenstein (Bad Münstereifel)
Weißenstein is een plaats in de Duitse gemeente Bad Münstereifel, deelstaat Noordrijn-Westfalen.